# 호시 소이치로

호시 소이치로(保志総一朗, 1972년 5월 30일 ~ )는 일본의 남성 성우이다. 현 아트비전 소속이다.
최유기(손오공), 스크라이드(카즈마), 머나먼 시공 속에서(1~3:하늘의 현무/4:하늘의 백호), 기동전사 건담 SEED(키라 야마토), 쓰르라미 울 적에(마에바라 케이이치), 전국 바사라(사나다 유키무라) 등 다수의 인기 작품에 출연했다.

## 인물 소개
- 전문학교 도쿄 아나운스 학원 방송성우과, 일본 나레이션 연기연구소 출신(제9기 특대생).
- 성우를 꿈꾸게 된 계기가 된 작품은 마녀 배달부 키키.
- 애칭은 홋시(ほっしー), 일부 소우오빠(総兄ちゃん). 성씨 때문에 인터넷 게시판에서는‘☆’로 표기되기도 한다.
- 최유기 라디오의 퍼스널리티를 맡은 이래, 라디오나 이벤트 등에서는 '팝피~(ぱっぴー)'라는 인사를 사용하고 있다.

기타
- 정보기술검정 2급, 계산기술검정 3급, 보통자동차면허 등의 자격증을 소지하고 있다.
- 최근 머리를 짧게 자르는 것은 ‘어른스러워 보이기 때문에’. 작은 키때문에 통굽구두를 애용하는 것으로도 유명하다.
- 애프터레코딩 현장에서 조는 것으로 유명하다. 그러나 자신의 차례가 가까워지면 아무 일도 없었던 것처럼 일어나 레코딩에 참여해, 주변을 놀라게 한다.
- 프리토크 도중 엉뚱한 발언을 반복하는 경우가 많아, 주변으로부터 ‘천재 프리토커’, ‘4차원’이라 농락당하는 경우가 많다.

#### 연기
- ‘쪽빛보다 푸르게’ 시리즈의 하나비시 카오루, ‘오네가이’ 시리즈의 쿠사나기 케이 등으로 대표되는 우유부단한 캐릭터부터 ‘닌타마 란타로’의 타치바나 센조, ‘아르젠토 소마’의 리우 소마 등 쿨계 캐릭터, ‘스크라이드’의 카즈마나 ‘디지몬 세이버즈’의 다이몬 마사루, ‘전국 BASARA’ 시리즈의 사나다 유키무라 등의 열혈계 캐릭터, ‘머나먼 시공 속에서’ 시리즈의 하늘의 현무, ‘음유묵시록 마이네리베’ 시리즈의 카미유, ‘GetBackers-탈환대-’의 후쵸우인 카즈키 등 중성적인 캐릭터, ‘키라링 레볼루션’의 히와타리 세이지, ‘제멋대로☆요정 미루모로 퐁!’ 시리즈의 마츠타케 카오루같은 어린아이까지 소년~청년기까지의 캐릭터를 폭넓게 연기하고 있다.
- ‘우주해적 미토의 대모험 두 사람의 여왕님(미츠쿠니 아오이 役)’에서는 전작의 캐릭터가 소년에서 소녀로 성전환하고 있고(캐스트 변경은 없음), ‘프린세스 프린세스(사카모토 아키라 役)’DVD의 영상특전으로 수록된 ‘프린스 프린스’에서도 소녀 역할을 연기하는 등, 애니메이션과 드라마CD 등에서 여성캐릭터의 연기를 하는 경우도 있다.
- 남성성우로서는 높은 음역으로 취급되고 있으나 본인에게는 이것이 콤플렉스 중 하나로, 최근에는 좀 더 어른스러운 연기를 하기 위해 노력하고 있다.
- '전국 BASARA' 시리즈에서 사나다 유키무라를 연기한 이래, 인터넷 게시판등을 통해 목이 망가진 것은 아닌가 우려의 목소리가 들리고 있다. 사나다 유키무라는 타 캐릭터들에 비해 유독 절규하는 신이 많기 때문에, 목의 컨디션을 고려하여 이후 스케줄을 조정하고 있다.

### 교우관계
- TVA ‘로스트 유니버스’에서의 공동출연을 계기로, 1999년 7월부터 현재까지 라디오 ‘하야시바라 메구미의 Heartful Station’의 어시스턴트를 담당하고 있다.
- 쿠라타 마사요와 같은 애니메이션에서 데뷔했다.
- 타니구치 고로 감독의 대표작품 다수에 출연해, 쿠와시마 호우코, 쿠라타 마사요, 시라토리 테츠 등과 함께 ‘타니구치조’라 불린다. (1999년 ‘무한의 리바이어스’, 2001년 ‘스크라이드’, 2004년 ‘플라네테스’, 2005년 ‘건×소드’, 2008년 ‘코드기어스 반역의 를르슈 R2’)
- 이시다 아키라, 세키 토모카즈, 코야스 타케히토 등과의 공동출연이 많다.
- 같은 소속사의 사사누마 아키라와는 동갑에 일나레 시절부터 동기로서, 서로를 이름으로 부를 정도로 사이가 좋다.
- 소속사 후배이기도 한 스즈무라 켄이치를 ‘무라켄’이라는 애칭으로 부르고 있으며, 주변에도 그 애칭을 전파하려고 했지만 실패했다.
- 소속사 선배인 모리카와 토시유키를 ‘정말 좋아하는 선배’로 존경하고 있다.
- 술주정에 관련된 에피소드가 많다. 하야시바라 메구미, 이노우에 카즈히코, 이시다 아키라, 모리카와 토시유키, 히야마 노부유키, 코야스 타케히토, 미키 신이치로, 세키 토모카즈 등이의 “그의 주정에 피해를 입은 경험이 있다”고 증언한 바 있지만, 정작 그 자신은 기억나지 않는다고 변명했다.
- ‘스크라이드’와 ‘쓰르라미 울 적에’ 시리즈에 공동출연한 타무라 유카리로부터 ‘소우오빠(総兄ちゃん)’라고 불리고 있다. 그 외 사이가 미츠키 등 일부 다른 여성성우들에게도 ‘소우오빠(総兄ちゃん)’이라 불리고 있다. 특유의 인사로 인해, 남성성우들에게는 ‘팝피(ぱっぴー)’, ‘팝피상(ぱっぴーさん)’이라고 불리는 경우가 많다.
- ‘하야시바라 메구미의 Heartful Station’에 함께 출연하고 있는 세가 직원 와시자키씨, 각본가 쿠로다 요스케 등등 업계인들과도 친분이 깊다.

### 에피소드
- 2005년 8월 15일, 하루에 연속 네 작품의 TV애니메이션에 출연한 적이 있다(‘B-전설! 배틀비다맨 염혼’, ‘우에키의 법칙’, ‘블랙 잭’, ‘명탐정 코난’). 심야에 방영된 TV애니메이션 ‘건×소드’까지 포함하면, 하루 만에 다섯 작품을 출연한 것이 된다(일본에서는 새벽 1시 30분을 25시 30분으로 표기). 이 날 심야 관서지방에서는 ‘MBS ANIMEFES ′05’ 이벤트가 방송되었는데, 그는 이 이벤트에도 게스트로 출석하고 있었다.
- 개인 명의로 릴리스한 싱글 앨범 ‘Shining Tears’가 4만장의 판매고를 올려(SEGA 다이렉트 조사), 남성성우의 앨범으로서는 최고의 판매량을 기록하고 있었다.
- ‘기동전사 건담 SEED’의 ‘프로그래밍 재설정’, ‘쓰르라미 울 적에’ 시리즈의 ‘고유결계’등 긴 대사의 레코딩을 단번에 성공해 주위로부터 극찬을 받았다.
- ‘기동전사 건담 SEED’에서 키라가 낸 괴상한 울음소리(일명 고래 울음)를 동 애니메이션의 라디오 프로그램 ‘라지다네’에 출연한 T.M.Revolution, 이시다 아키라, 세키 토시히코, 사사누마 아키라가 따라해, ‘라지다네’38회에 초대된 그를 곤란하게 만들었다. 그는 이후 TBS 라디오 ‘아니메 돈부리-기동전사 건담 SEED 최종회 스페셜’에서 “지금까지 그렇게 우는 것에 대해서 지도를 받아 본 적이 없다. 슬픈 쪽이 아니라 아픈 쪽으로 표현해야 한다든가 하는 세세한 부분들까지 지도를 받았다”는 고래 울음 소리에 관련한 후일담을 이야기했다.

## 출연작

### 애니메이션
※굵은 글씨는 주역·메인 캐릭터

#### TV 애니메이션
1997년 이전
- H2 (사사키)
- 엘프를 사냥하는 사람들 (웨이터, 톰)
- Only・You 비바! 캬바레클럽 (히데아키)
- 키티즈 파라다이스 GOLD (주전자의 케틀군)
- 도라에몽 (소년)
- 맑음 때때로 뿌이뿌이 (남학생, 안쨩 외)
- 비트 더 큐피드 (모뎀, 이루카, 병사)
- 우주에서 온 모자코 (학생)
- YAT 안심!우주비행 (경보)
- 용자지령 다그온 (방송부원)
- 주간 스토리랜드 (부하)

1998년
- 로스트 유니버스 (케인 블루리버)
- 쾌걸증기 탐정단 TV ANIMATION SERIES (나루타키)
- 은하표류 바이팜13 (로디 캐플)
- 성 루미나스 여학원 (타나미 류조)
- DT 에이트론 (슈우)
- 닌타마 란타로 (타치바나 센조)
- 명탐정 코난 (이토 타마노스케)
- 짱구는 못말려 (피자가게의 배달원)

1999년
- 무한의 리바이어스 (아이바 유우키, 케빈 그린)
- 우주해적 미토의 대모험 (미츠쿠니 아오이)
- 우주해적 미토의 대모험 두 사람의 여왕님 (미츠쿠니 아오이)
- 고쿠도군 만유기 (잇사)
- 폭구연발!! 수퍼 비다맨 (오오쿠라 츠요시)
- 천사가 될거야 (사이키)
- 아시나요! 월광가면군（후유키 켄타）
- 투하트 (사토 마사시)
- 자폭군(버키와 투투) (존)
- 신비한 메루모 리뉴얼 (시바, 콘타로, 탓치(大))
- 사이보그 쿠로쨩 (히로스에)

2000년
- 환상마전 최유기 (손오공)
- 아르젠토 소마 (리우 소마, 타쿠토 카네시로)

2001년
- 스크라이드 (카즈마)
- 기동천사 엔젤릭 레이어 (미하라 오지로)
- 테일즈 오브 이터니아 THE ANIMATION (킬 차이벨)
- 정글은 언제나 하레와 구우 (구프타)
- GO! GO! 다섯쌍둥이 (하루카와 나츠오)
- 기교기전 히오우 전기 (히데타로)
- 코스모 워리어 제로 (이시쿠라 시즈오)
- 성계의 전기 (도히르)
- 코믹 파티 (사토 마사시)
- 레이브 (루시아 레아그로브)

2002년
- 기동전사 건담 SEED (키라 야마토)
- 쪽빛보다 푸르게 (하나비시 카오루)
- 오네가이☆티쳐 (쿠사나기 케이)
- GetBackers-탈환대- (후쵸우인 카즈키)
- 도쿄 언더그라운드 (이스즈 긴노스케)
- 사무라이 디퍼 쿄우 (아키라)
- RAVE (루시아 레아그로브)
- 제멋대로☆요정 미루모로 퐁! (마츠타케 카오루)
- 기강선녀 로우란 (미코가미 야마토)
- 팽이대전 G블레이드 (브룩클린)
- 테니스의 왕자 (무카히 가쿠토, 타케이)
- 도쿄 뮤우뮤우 (아이자와 세이지)
- PIANO (타키자와)

2003년
- 최유기 RELOAD (손오공)
- 쪽빛보다 푸르게 ~인연~ (하나비시 카오루)
- 제멋대로☆요정 미루모로 퐁! 골든 (마츠타케 카오루, 쿠로로)
- 코로케! (리소토, 스디 닉)
- .hack//황혼의 팔찌전설 (레키)
- 나루토 (잭 아부미-소년시대)
- 모험유기 플러스터 월드 (마샨타)
- 블랙 잭 2시간 스페셜~생명을 맴도는 4개의 기적~ (데비)
- 오네가이☆트윈즈 (쿠사나기 케이)

2004년
- 최유기 RELOAD GUNLOCK (손오공)
- 기동전사 건담 SEED DESTINY (키라 야마토)
- 천상천하 (나기 소이치로)
- 머나먼 시공 속에서 ~팔엽초~ (에이센)
- 음유묵시록 마이네리베 (카미유)
- 택틱스 (스기노)
- 제멋대로☆요정 미루모로 퐁! 원더풀 (마츠타케 카오루, P맨)
- 나루토 (야샤마루)
- 쾌걸 조로리 (아더)
- 플라네테스 (호시노 큐타로)
- 망각의 선율 (스카이블루)
- 투하트 ～Remember my Memories～ (사토 마사시)

2005년
- 우에키의 법칙 (사노 세이이치로)
- 사나다 십용사 The Animation (사루토비 사스케)
- 좋은 건 좋으니까 어쩔 수 없어!! (후지모리 나오, 란)
- 건×소드 (미하엘 개럿)
- MÄR-메르 헤븐- (알비스)
- 제노사가 (케이오스)
- B-전설! 배틀 비다맨 염혼 (아큘러스, 아스테카 가면)
- 제멋대로☆요정 미루모로 퐁! 챠밍 (마츠타케 카오루)
- 짱구는 못말려 (젊은 선생)
- 성실하게 불성실한 쾌걸 조로리 (아더)
- 블랙 잭 (루난)

2006년
- 쓰르라미 울 적에 (마에바라 케이이치)
- 디지몬 세이버즈 (다이몬 마사루)
- 키라링☆레볼루션 (히와타리 세이지-1대)
- 음유묵시록 마이네리베 wieder (카미유)
- 프린세스 프린세스 (사카모토 아키라)
- 주광의 스트레인 (카리스포드 래드크릭스)
- 블랙 잭 (츠쿠다)

2007년
- 쓰르라미 울 적에 해답편 (마에바라 케이이치)
- 샤이닝 티어즈 크로스 윈드 (아키즈키 소우마. 제로)
- 폭환 배틀 브로러즈 (마스카레이드, 죠 오사무)
- 신령사냥/고스트 하운드 (오오가미 마코토)
- 우리들의 (코다마 마사루)
- MAJOR 3rd 시즌 (우치야마)
- 니노미야군에게 애도를 (이노우에 타이치)
- 슈팅 바쿠간

2008년
- 뱀파이어 기사 (시키 센리)
- 뱀파이어 기사 Guilty (시키 센리)
- 마크로스 프론티어 (브레라 스턴)
- 코드기어스 반역의 를르슈 R2 (지노 바인베르그)
- MAJOR 4th 시즌 (우치야마)
- 타이타니아 (바르아미 타이타니아)
- 지옥소녀 3기 (유카하 타케루)
- 케로로군소 (원 냉장고)

2009년
- 전국 바사라 (사나다 유키무라)
- 팬텀 ~팬텀을 위한 진혼곡~(시가 토오루)
- 하늘의 유실물(사쿠라이 토모키)

2010년
- 누라리횬의 손자(메즈마루)
- 배신자는 내 이름을 알고있다(기오우 유키)
- 하늘의 유실물 포르테(사쿠라이 토모키)

2012년
- 중2병이라도 사랑이 하고싶어!(잇시키 마코토)

2014년
- 메카쿠시티 액터즈 (세토 코우스케)

2019년
- 귀멸의 칼날 (와쿠라바)

#### 극장판 애니메이션
- 공의 경계 시리즈 (시라즈미 리오)
  - 공의 경계 제2장 「살인고찰 전편」
  - 공의 경계 제4장 「가람의 동」
  - 공의 경계 제7장 「살인고찰 후편」
- 디지몬 세이버즈 THE MOVIE 궁극 파워! 버스트 모드 발동! (다이몬 마사루)
- 극장판 마크로스 프론티어(브레라 스턴)
- 머나먼 시공 속에서 마이히토요 (에이센)
- 환상마전 최유기 Requiem ~선택받지 못한 자의 진혼곡~ (손오공)
- 도라에몽 노비타의 태양왕 전설 (카카오)
- 바발 ~그 나라의 왕~ (알츄르)
- 극장판 테니스의 왕자님 아토베로부터의 선물 너에게 바치는 테니프리 축제 (무카히 가쿠토)
- 짱구는 못말려 팬더랜드의 대모험 (고먼 왕자)
- 퍼펙트 블루 (팬군단)
- 천지무용! 한여름의 이브
- 브레이크 블레이드 (라이거트 아로)
- 기동전사 건담 SEED FREEDOM (키라 야마토)

#### OVA
- 건×소드 DVD특전영상 「건소드상」(미하엘 개럿)
- 기동전사 건담 SEED 시리즈(키라 야마토)
  - 기동전사 건담 SEED 13 「별의 틈새에서」
  - 기동전사 건담 SEED & SEED DESTINY 팬디스크 SEED SUPERNOVA er 「씨앗캐릭터극장」
  - 기동전사 건담 SEED & SEED DESTINY 팬디스크 SEED SUPERNOVA ist 「WHITE」(나레이션),「씨앗캐릭터극장」
- 링에 걸어라(타카네 료우지 ※만화DVD판)
- 무한의 리바이어스 시리즈(아이바 유우키)
  - 무한의 리바이어스 인터넷 드라마「리바이어스 일루젼」
  - 무한의 리바이어스 팬디스크 라이트 1 ~der Platz~ 신작 아반
  - 무한의 리바이어스 팬디스크 라이트 3 ~der Hafen~「sere 25.793 그 때의 너」
- 머나먼 시공 속에서 시리즈
  - 머나먼 시공 속에서 자양화 꿈 이야기(에이센)
  - 머나먼 시공 속에서 ~팔엽초~ 마음의 행방 「天」(에이센)
  - 머나먼 시공 속에서 ~팔엽초~ 9 「마루치 연애 엔딩」(에이센)
  - 머나먼 시공 속에서 2 ~백룡의 무녀~(미나모토노 모토미)
  - 머나먼 시공 속에서 3 ~붉은 달~ (타이라노 아츠모리)
- 스크라이드 시리즈(카즈마)
  - 스크라이드 팬디스크 실버
  - 스크라이드 팬디스크 골드
- 쓰르라미 울 적에 시리즈(마에바라 케이이치)
  - 쓰르라미 울 적에 외전 네코코로시편
  - 쓰르라미 울 적에 礼
- 천상천하 ~ULTIMATE FIGHT~(나기 소이치로)
- 최유기 RELOAD ~burial~ (손오공)
- 교과서엔 없어! (쿠사카베)
- 그란디크 ~외전~(아이온)
- .hack//Liminality(마키노 마사야)
- 더티페어 플래쉬 2(파일럿)
- 동창회 Yesterday Once More(쿠라카게 후지오)
- 마이 오토메 0~S.ifr~(시로)
- 아르젠토 소마 13 「고독과 고독」(히로)
- 유작(시마다 진파치)
- 은하영웅전설
- 정글은 언제나 하레와 구우 시리즈(굽타)
  - 정글은 언제나 하레와 구우 디럭스
  - 정글은 언제나 하레와 구우 FINAL
- 테니스의 왕자님 OVA 전국대회편(무카히 가쿠토)
- 특공복흉주곡 시리즈
  - 특공복폭주곡(하야시)
  - 특공복폭주곡(토모지)
- 프린세스 루즈(레그루스)
- 프린세스 프린세스 DVD특전영상 「프린스 프린스」(사카모토 아키라)
- ONE ~빛나는 계절로~(히카미 슌)
- To Heart DVD특전영상(사토 마사시)

#### 인터넷
2006년
- 아유마유 극장 (시로가네 타케루)

### 특촬
2008년
- 염신전대 고온저(엔진 바루카)
- 극장판 염신전대 고온저: BUN BUN BAN BAN! BUNBUNBANBAN! 극장BANG!!(엔진 바루카)

### 더빙
- 더 마이티
- 더스트 팩토리(록키)
- 베이워치(하비 뷰캐넌 ※5기 이후)
- 블로섬
- 블론드 정션(케리 쇼)
- 사관생도 켈리(브래드 릭비)
- 사탄의 인형 5 - Seed of Chucky(글렌)
- 샤이닝(토니)
- 세서미 스트리트(카를로 ※NHK시대)
- 시즌 티켓(제리)
- 스타트랙:The Next Generation(어린 시절의 장 룩 피카드)
- 오션 걸(록키)
- 아웃사이더(죠니)
- 에이본리 사람들(펠릭스 킹 ※6기 이후)
- 엠퍼러스 클럽(마틴 브라이스)
- 영 라이더(제시 제임스)
- 제 3의 눈
- 클라리사(퍼거슨)
- 토마스와 마법 선로(패치)
- 트위스트 가족
- 파워레인저 시리즈(앤드로스)
  - 파워레인저 인 스페이스
  - 파워레인저 인 로스트 갤럭시
- 풀하우스(딜리버리, 케네스)
- CSI:마이애미
  - 시즌 4-8(루카스 홀)
  - 시즌 5-21(네이든 아서톤)
- ER 시리즈(윌리, 소니, 차드, 트랜트, 미키 외)

### 게임
1996년
- 슈퍼 퍼블 파이터IIX (류)
- 파이어 우먼 전조 (타마다 코우지)

1997년
- 유작 (시마다 진파치)
- 포켓 파이터 (류)

1998년
- 소울칼리버 (킬릭)

1999년
- 서유기 (남자 삼장법사(진 현장))
- 투하트 (사토 마사시)
- ACE COMBAT 3 electrosphere (에리히 에거)

2000년
- EVE ZERO (사카키바라 신)
- 머나먼 시공 속에서 (에이센)
- 고기동환상 건퍼레이드 마치 (카리야 나츠키)
- 이터널 알카디아 (엔릭)
- 테일즈 오브 이터니아 (킬 차이벨)

2001년
- Apocripha/0 (카롤 마르텔)
- 아이시아 (이무르)
- 에바 그레이스2 (리야나)
- 머나먼 시공 속에서2 (미나모토노 토모미)

2002년
- 그란디아 익스트림 (티트)
- 테일즈 오브 팬덤Vol.1 (킬 차이벨)
- 제노사가 에피소드I[힘으로의 의지] (케이오스)
- 소울칼리버 2 (킬릭)
- Ever17 -the out of infinity- (쿠라나리 타케시, 카부라키 료우고, 호쿠토)
- 테일즈 오브 더 월드 나리키리 던전2 (킬 차이벨)

2003년
- 스타오션3 Till the End of Time (페이트 라인갓)
- 마브러브 18금판 (시로가네 타케루) : 아이바 타케시 (相庭剛志) 명의
- 판타스틱 포츈2 (블루)
- 머나먼 시공 속에서 반상유희 (에이센)
- 코로케!2 어둠의 뱅크와 반 여왕 (리조트)
- 마브러브 전연령판 (시로가네 타케루)
- 제로 ~붉은 나비~ (타치바나 이츠키)
- 코로케!3 그라뉴 왕국의 수수께끼 (리조트)

2004년
- SD건담 GGENERATION SEED (키라 야마토)
- 제노사가 프릭스 (케이오스)
- 이리스의 아틀리에 이터널 마나 (아린)
- 제노사가 에피소드II[선악의 피안] (케이오스)
- 코로케! 반 왕의 위기를 구하라 (리조트)
- 코로케!4 뱅크 숲의 수호신 (리조트)
- 기동전사 건담SEED 끝나지 않는 내일로 (키라 야마토)
- 샤이닝 티어즈 (시온)
- 마그나카르타 진홍의 성흔 (칼린츠, 소년 마노)
- 코로케!Great 시공의 모험자 (리조트)
- 머나먼 시공 속에서 3 (타이라노 아츠모리)

2005년
- 기동전사 건담SEED 연합vs.Z.A.F.T. (키라 야마토)
- 판타스틱 포츈2☆☆☆ (블루)
- 테일즈 오브 더 월드 나리키리 던전3 (킬 차이벨)
- 샤이닝 포스 네오 (반돌프)
- 머나먼 시공 속에서 팔엽초 (에이센)
- BALDR FORCE EXE (니카이도 아키라)
- 로맨싱 사가 민스트럴 송 (라파엘)
- 전국 바사라 (사나다 유키무라)
- 기동전사 건담SEED DESTINY GENERATION of C.E. (키라 야마토, 카나드 발스)
- 머나먼 시공 속에서3 십육야기 (타이라노 아츠모리)
- 메르헤븐 ÄRM FIGHT DREAM (알비스)
- 소울칼리버 3 (킬릭)
- 코로케!DS 천공의 용자들 (리조트, 코롯트)

2006년
- 블레이징 소울즈 (듀저, 이사크)
- 마브러브 올터네이티브 18금판 (시로가네 타케루) : 아이바 타케시 (相庭剛志) 명의
- 머나먼 시공 속에서3 운명의 미궁 (타이라노 아츠모리)
- 제노사가I·II (케이오스)
- 그리고 이 우주에 빛나는 너의 시 (벨모)
- 기동전사 건담SEED DESTINY 연합vs.Z.A.F.T.II PLUS (키라 야마토)
- 제노사가 에피소드III[차라투스트라는 이렇게 말했다.] (케이오스)
- 전국 바사라 2 (사나다 유키무라)
- 제3차 슈퍼 로봇 대전α 종언의 은하로 (키라 야마토)
- 그로우 랜서V 제네레이션즈 (루퍼스)
- 쓰르라미 데이 브레이크 (마에바라 케이이치)
- 머나먼 시공 속에서 무일야 (에이센)
- 마브러브 올터네이티브 전연령판 (시로가네 타케루)
- 전생학원월광록 (켄모치 코우세이)
- 디지몬 세이버즈 어나더 미션 (다이몬 마사루)

2007년
- 그리고 이 우주에 빛나는 너의 시XXX (벨모)
- 쓰르라미 울 적에 축제 (마에바라 케이이치)
- 두근두근 메모리얼 Girl's Side 1st Love (텐도 진)
- 쓰르라미 데이 브레이크 개 (마에바라 케이이치)
- 샤이닝 윈드 (소마, 제로)
- 마브러브 ALTERED FABLE (시로가네 타케루) : 아이바 타케시 (相庭剛志) 명의
- Another Century's Episode 3 THE FINAL (키라 야마토)
- 슈퍼 로봇 대전Scramble Commander the 2nd (키라 야마토)
- 전국 바사라 2 영웅외전 (사나다 유키무라)
- 쓰르라미 울 적에 축제 조각놀이 (마에바라 케이이치)
- 클로버 나라의 앨리스 ~Wonderful Wonder World~ (피어스 비리에)

2008년
- 쁘띠 푸르(타케나시 시즈카)
- 루미네스 아크2 윌 (로란)
- 기동전사 건담 건담VS.건담 (키라 야마토)
- 하나요이 로마네스크 사랑과 슬픔 그런 너를 위한 아리아 (시로사키 토모에)
- 러브마지 (키라 노츠 엔젤램프)
- 전국 바사라 X
- 페이퍼맨 (하야테)

2009년
- 전국 바사라 배틀히어로즈
- Starry☆Sky 〜in Summer〜（카나쿠보 호마레)
- 조커 나라의 앨리스 ~Wonderful Wonder World~ (피어스 비리에)

2010년
- 스윙 골프 팡야 2nd숏! (누리) [이전 성우는 '마츠모토 메구미']

2011년
- 스타 프로젝트 (권가을)
- 장난감 상자 나라의 앨리스 ~Wonderful Wonder World~ (피어스 비리에)

2013년
- 켄가키미 (사기하라 사쿄)

### 드라마CD
- Are You Alice? (트위도르 덤)
- 오란고교 호스트부 (히타치인 히카루)
- 파이브(ファイブ) (야마치카 토오루)

#### 그 외
- 사운드 호라이즌 5th Story CD 『Roman』(로랑생)

### 나레이션

#### CM
- 아머드 코어 넥서스
- Spitz 앨범 「ハチミツ」
- 타마키 나미 앨범 「Greeting」외 소니뮤직 발매 음반 다수
- 나스 하이랜드 파크
- 월간 아스카
- 월간 뉴타입
- 월간 LaLa
- 강강 파워드
- 그 외 출연작품 CM 나레이션 다수

#### TV 방송
- 스위츠 기사(후지TV계열 단편 심야 프로그램)
- 나카카와 브로드웨이국(TV아사히계열 단편 심야 프로그램) 등

#### 아나운스
- 유리카모메 도요스 역 역내 음성안내
- 네오로망스 라이브 이벤트 회장 안내
- 극장판 애니메이션 '머나먼 시공속에서 마이히토요' 상영관 휴식중 음성안내

### 음악활동

#### 개인명의 앨범
1999년
「ONEWAY RADIO」c/w：Lost my past(1999年5月28日 발매/KICA-462)

라디오「VOICE CREW」테마송.
2004년
「Shining Tears」c/w：빛의 실루엣(2004年11月26日 발매/KICM-3084)

게임「샤이닝 티어즈」오프닝&엔딩 주제가. 4만장의 판매고를 올려, 남성 성우로서는 최고의 판매량을 기록했다.
2007년
「Starting again」c/w：-Re.Infinity-∞, again(2007年1月24日/KICM-1195)

애니메이션「로스트 유니버스」 이미지송.

### 그 외

#### 실사
- 수퍼 패미콤 소프트 '수퍼UNO' CM 출연

#### 완구
- 반다이 발매 Voice I-doll 키라 야마토
- 반다이 발매 Voice I-doll 지노 바인베르그
- 반다이 발매 염신전대 고온저 완구시리즈 엔진 바루카, 바루카 소울 등

### 내한 이벤트
- 2013년 11월 16일 Welcome to WISTERIA(출연진 우치다 유야, 호리우치 켄유)